# Bőrpofa – A texasi láncfűrészes mészárlás folytatódik 3.
Bőrpofa – A texasi láncfűrészes mészárlás folytatódik 3. (eredeti címen: Leatherface: The Texas Chainsaw Massacre III) 1990-ben bemutatott amerikai horrorfilm, melyet Jeff burr rendezett. A film az 1974-es Texasi láncfűrészes mészárlás című film folytatása. A főszerepet Kate Hodge, William Butler, Ken Foree, Toni Hudson, Viggo Mortensen, Joe Unger és R.A. Mihailoff alakítja. 
Az Amerikai Egyesült Államokban 1990. január 12-én mutatták be a mozikban. A film mind kritikai, mind kereskedelmi szempontból megbukott, 5,7 millió dolláros bevételt hozott az amerikai jegypénztáraknál, ezzel a sorozat legrosszabbul teljesítő filmje lett.

## Háttértörténet
1973. augusztus 18-án, Sally Hardesty-t és testi fogyatékos öccsét, Franklint, valamint néhány barátjukat egy kannibálcsalád foglyul ejtette. Az augusztus 18.-i terror éjszakáját egyedül Mrs. Hardesty élte túl, aki 1977-ben egy elmegyógyintézetben meghalt. A gyilkos családból egyetlen fiatalembert állítottak bíróság elé. A jegyzőkönyvek csak W. E. Sawyert említik. Őt a bíróság halálra ítélte és 1981-ben gázkamrában kivégezték.
Az esküdtszék meggyőződése szerint a "Bőrpofának" nevezett Sawyer nem volt azonos a gyilkossal. Sawyer mindössze a család egy másik férfitagja helyett áldozta fel életét. Valaki a családból, aki emberi bőrből készült maszkjának felvételekor, tudathasadásos állapotba került, minden valószínűség szerint még mindig közöttünk él... Ha ez így van, nem vagyunk és nem is lehetünk biztonságban tőle.

## Szereposztás
| Karakter                    | Színész              | 1. szinkronhang (1992) | 2. szinkronhang |
| --------------------------- | -------------------- | ---------------------- | --------------- |
| Michelle                    | Kate Hodge           | Kocsis Mariann         | Kéri Kitty      |
| Benny                       | Ken Foree            | Kristóf Tibor          | Bácskai János   |
| Bőrpofa                     | R.A. Mihailoff       |                        |                 |
| Ryan                        | William Butler       | Boros Zoltán           | Csőre Gábor     |
| Tex                         | Viggo Mortensen      | Mikula Sándor          | Czvetkó Sándor  |
| Tinker                      | Joe Unger            | Felföldi László        | Varga Tamás     |
| Alfredo                     | Tom Everett          | Rudas István           | Zágoni Zsolt    |
| Mama                        | Miriam Byrd-Nethery  | Pápai Erzsi            | Illyés Mari     |
| Kislány                     | Jennifer Banko       |                        |                 |
| Scott                       | David Cloud          | Rosta Sándor           |                 |
| Gina                        | Beth DePatie         |                        |                 |
| Sara                        | Toni Hudson          |                        |                 |
| Tiszt az ellenőrzési ponton | Michael Shamus Wiles | Haás Vander Péter      | Kapácsy Miklós  |
| TV riporter                 | Ron Brooks           | Holl Nándor            | Beratin Gábor   |
| Kim                         | Duane Whitaker       | Beregi Péter           | Szokol Péter    |
| Nő a temetőben              | Caroline Williams    |                        |                 |

## Jegyzete
1. ↑  Leatherface: The Texas Chainsaw Massacre III (1990). Box Office Mojo . (Hozzáférés: 2018. június 12.)
2. ↑  Bőrpofa - Texasi láncfűrészes mészárlás 3. - ISzDb. iszdb.hu. (Hozzáférés: 2025. május 30.)